# Stor bredpande
Stor bredpande (Ochlodes sylvanus) er en sommerfugl i bredpandefamilien. Den store bredpande findes ofte i lysninger i skove og i skovbryn, hvor den dukker op i slutningen af maj. Sommerfuglen kan ses helt ind i september, selvom arten i Danmark normalt kun har en enkelt generation pr. sommer. Syd for Alperne har den ofte 2-3 generationer. Arten er tidligere kendt som Ochlodes venata, men nu skelnes der mellem disse to arter, hvor den sidstnævnte er udbredt i det fjerne Østen.
Den store bredpande har en meget hurtig flugt, men den sidder ofte stille og soler sig på blade, hvor man har en chance for at komme tæt på med et kamera. Den søger specielt føde på tidsler, trævlekroner og andre nektarrige blomster med dybe kronrør.

## Udbredelse
Sommerfuglen findes over det meste af Danmark, undtagen på Bornholm, Anholt og Ærø. Den findes desuden over det meste af Europa og breder sig østpå helt til Japan. Arten kan ses i indtil 2.000 meter over havets overflade.

## Udseende
Hunnen er lidt større end hannen (26–34 mm vingefang; 14–17 mm forvingelængde) og har større variation i farverne end hannen. Stor bredpande kan forveksels med den sjældnere kommabredpande. Men kommabredpanden har meget tydeligere lyse felter på bagvingerne. Sommerfuglehannens overside er gulbrun og har sorte skråstriber på forvingerne. En grøngul farve med svage, gule tern dækker undersiden. Hunnernes overside har en mørkere brun farve, men med lysere forvingebasis og lysere tern på begge vinger. De har samme farvemønster som hannerne på undersiden.
- Han, overside, med duftstriber
- Han, underside
- Hun, underside
- Hun, underside

## Livscyklus
Æggene lægges på græsser med brede glatte blade. Efter to uger klækkes de og larven kommer frem. Larven overvintrer mellem sammenspundne græsblade og forpupper sig året efter i maj. Efter ca. tre uger kommer den voksne sommerfugl frem. Puppen er en lysebrun bæltepuppe med mørkebrune vingeskeder og let blåstøvet.

## Larvens foderplanter
Sommerfuglelarver er specialiserede til kun at æde nogle få planter. Larver af stor bredpande lever af blåtop, almindelig hundegræs, engrottehale og andre græsser.